# Backward Castes United Front
Backward Castes United Front är ett politiskt parti i delstaten Andhra Pradesh i Indien. Partiet grundades i februari 2004. Partiets ordförande är P. Ramakrishnaiah. Partiet arbetar för reservationer för Backward Castes, bl.a. en särskild kvotering för BC-kvinnor.
I delstatsvalet i Andhra Pradesh 2004 hade BCUF lanserat sju kandidater, varav ingen när i närheten av att bli vald. Bäst gick det i Kodad, där partiets kandidat fick 1 187 röster (0,76%).